# Najib El Allouchi
Pour l’article homonyme, voir Mounir El Allouchi.
Najib El Allouchi, né le 3 juin 1988 à Tilbourg, est un joueur international néerlandais de futsal.

## Biographie
Le 6 janvier 2014, il commence officiellement sa carrière internationale avec les Pays-Bas futsal dans un match face à la Hongrie (victoire, 6-3). Dans la même année, il participe à l'UEFA Euro Futsal.
Lors de son retour de l'Euro, il est sanctionné par la KNVB en étant rétrogradé dans le club amateur CFE/VDL à cause de problèmes disciplinaires. 
En 2018, il retourne au FCK De Hommel en signant un contrat de trois ans.